# Els Coixos (Requena)
Els Coixos (en castellà i oficialment, Los Cojos) és una pedania del municipi valencià de Requena (Plana d'Utiel-Requena).
El 2015 tenia 113 habitants.

## Geografia
Situada a l'oest del terme municipal de Requena, al límit amb el terme de Venta del Moro, los Cojos s'assenta a la petita vall de la rambla Albosa que discorre a poca distància del nucli i que a les proximitats es troba amb el barranc del Boquerón. Al seu pas per los Cojos, la rambla Albosa té entre 30 i 40 metres de profunditat i porta aigua durant tot l'any des del paratge que es coneix com "El Saltadero", a gairebé dos quilòmetres rambla cap amunt. Hi ha dos tolls i diverses fonts, entre elles la del Molino i la de la Teja.
A escassos metres es troba la pedania de los Isidros. S'arriba des de Requena per la carretera nacional N-320.

## Història i demografia
L'origen del poblet és d'època romana.
Los Cojos té al voltant de 100 habitants empadronats, tot i que el nucli compta amb unes 140 cases, la major part totalment arreglades i en perfecte ús. Moltes s'ocupen durant els caps de setmana i en èpoques de vacances, quan la població arriba a les 400 o 500 persones.
Està situat a menys de dos quilòmetres de los Isidros, població amb la qual manté múltiples vincles. A principis de 1900 ambdues poblacions tenien un nombre d'habitants similar. Posteriorment, el pas de la carretera nacional pel llogaret veí va fer que aquest es desenvolupés bastant més.

## Economia
L'agricultura és la principal ocupació dels habitants de los Cojos. La major part dels viticultors pertanyen a la "Cooperativa de la Albosa", que també dona servei a Penén de Albosa i a los Isidros. A més a dos quilòmetres hi ha un celler privat, la "Casa del Pinar", que també és un petit hotel rural.

## Festes
Les festes majors se celebren a principis de febrer en honor de la patrona del llogaret: la Candelària. A l'estiu també se celebren festes.